# El Cordobés

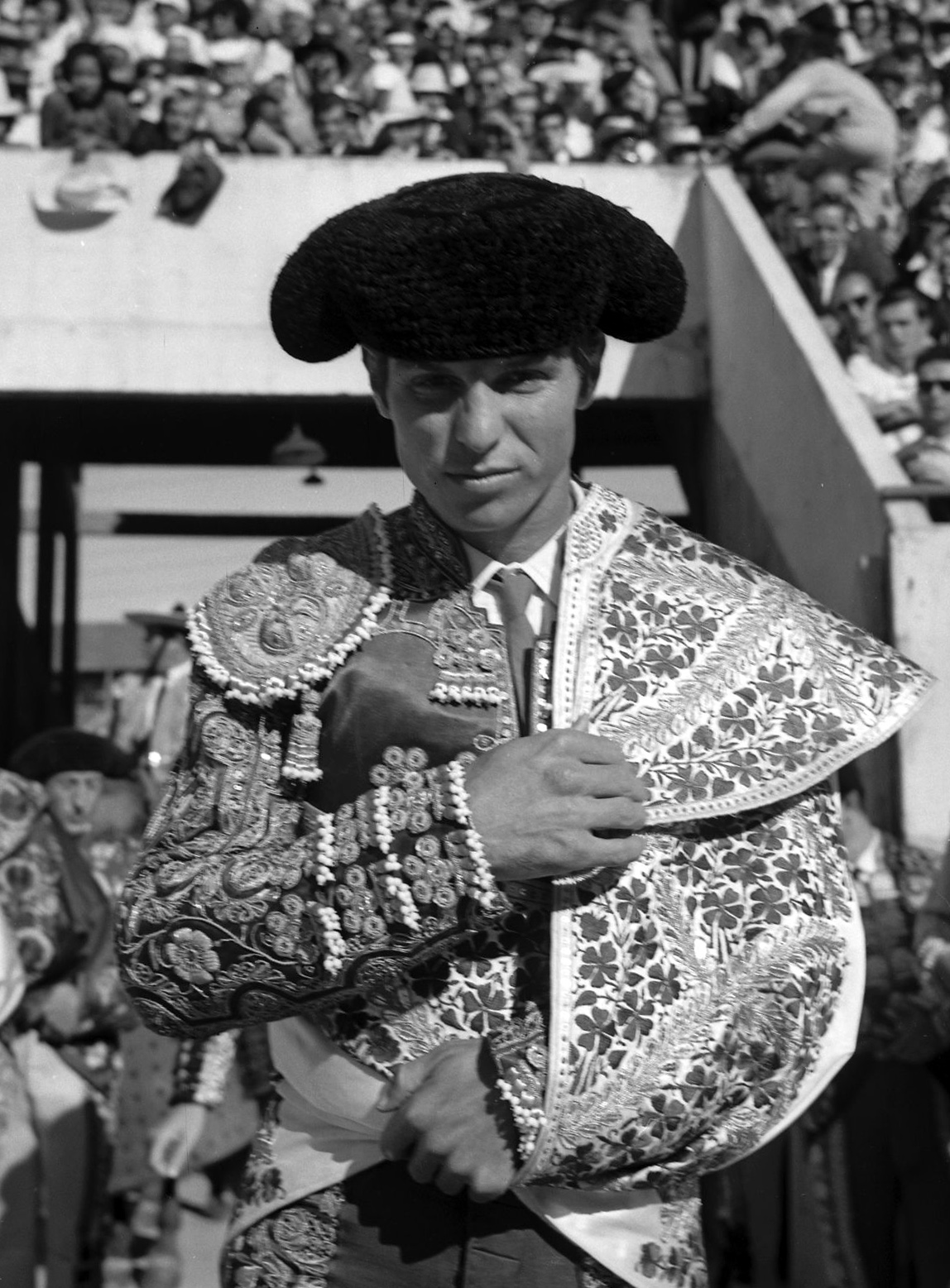
El Cordobés (1965)

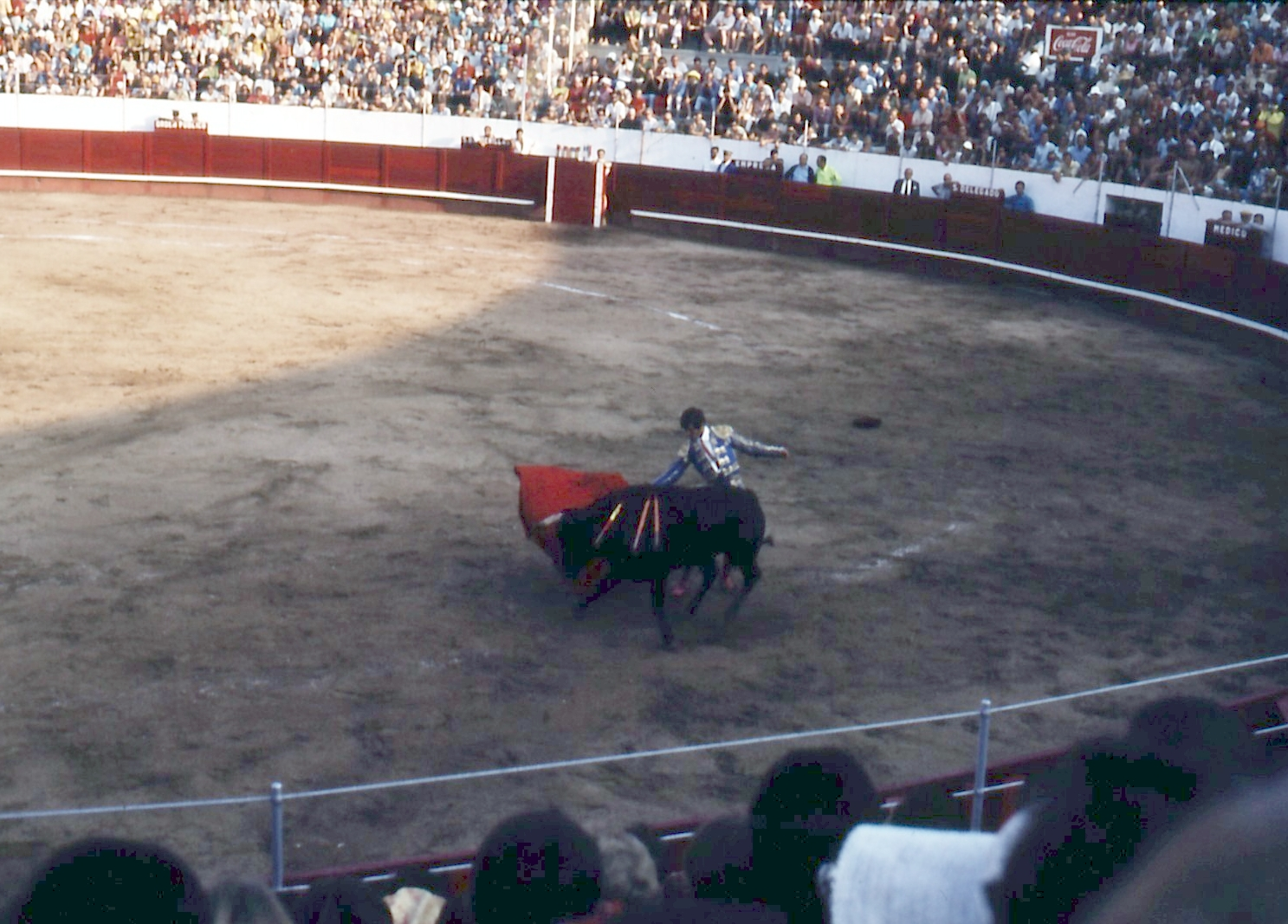
El Cordobés in der Stierkampfarena España Brava, Sant Feliu de Guíxols (1971)

Manuel Benítez Pérez, genannt El Cordobés (* 4. Mai 1936 in Palma del Río, Provinz Córdoba), ist ein spanischer Stierkämpfer.

## Leben
Nach einer durch Armut und die Folgen des spanischen Bürgerkrieges geprägten Kindheit und Jugend begann er seine Laufbahn als Torero im Jahr 1959 in Talavera de la Reina als novillero (Jungstierkämpfer). 1960 nahm er in seiner Heimatstadt Palma del Río erstmals an einem Stierkampf mit Pferden und Picadores teil. Nach 203 Auftritten als novillero absolvierte er am 25. Mai 1963 in Córdoba seine Alternativa und wurde zum Matador. 1971 beendete er seine Karriere, kehrte aber von 1979 (offizielles Karriereende) bis 1981 sporadisch in die Arena zurück. Zuletzt absolvierte er 2000 zwei Corridas, bevor er seinen endgültigen Rücktritt erklärte.
Sein Kampfstil wich vom bisherigen „klassischen“ Schema ab, weil er auch Sport- und Showelemente enthielt. Unter Puristen des Stierkampfes wird er deshalb nicht als einer der begabtesten Matadoren angesehen, obwohl auch diese ihm einen bisher nicht gezeigten Mut in der Arena bescheinigen. Heute gilt er als „Graue Eminenz“ des Stierkampfes, wurde vielfach geehrt und ist auch über zwanzig Jahre nach dem Ende seiner Karriere in Spanien populär.
2002 wurde er von der Stadt Córdoba zum fünften Kalifen des Stierkampfes ernannt, einem Ehrentitel, der zuvor nur vier Toreros, darunter Manolete, verliehen wurde.
Angelehnt an die Benitez’ Lebensgeschichte entstand 1991 das West-End-Musical Matador, geschrieben von Mike Leander und Edward Seago sowie Peter Jukes (Libretto). Das Musical war allerdings nie als Biografie gedacht, sondern erzählt vom Aufstieg und Fall eines fiktionalisierten Matador. Die beeindruckenden, Flamenco-basierten Choreografien von Rafael Aguilar brachten der Show im Folgejahr einen Olivier ein. Veröffentlicht wurden außerdem ein Konzeptalbum und mehrere Singles der Sänger Tom Jones und John Barrowman. Letzterer hatte im Londoner West End die Hauptrolle gespielt.